# Catacraerus aerosus
Catacraerus aerosus är en skalbaggsart som först beskrevs av Desbordes 1917.  Catacraerus aerosus ingår i släktet Catacraerus och familjen stumpbaggar. Inga underarter finns listade i Catalogue of Life.